# Juncus lesueurii
Juncus lesueurii là một loài thực vật có hoa trong họ Juncaceae. Loài này được Bol. mô tả khoa học đầu tiên năm 1863.